# Аваев, Александр Михайлович
Александр Михайлович Аваев (8 марта 1882 — 25 ноября 1958, Войново, Польша) — протоиерей, подвижник благочестия, чтимый в Польской православной церкви; с 1923 по 1958 годы — настоятель единоверческого храма Покрова Пресвятой Богородицы в деревне Войново в Польше.
В 1930-е годы протоиерей Александр Аваев создал женскую монашескую общину, на месте которой затем был воссоздан Войновский Успенский монастырь, в котором могила протоиерея Александра Аваева почитается как одна из святынь монастыря.

## Биография
Родился 8 марта 1882 года в дворянской семье; его отец учился в Демидовском лицее, а в 1880 году окончил юридический факультет Московского университета.
Служил в гренадерском полку в Москве в звании поручика.
В начале 1911 года в звании капитана 3-го мортейного артиллерийского парка был зачислен в офицеры запаса, после чего 31 сентября 1911 года поступил в Оптину Пустынь, где спустя некоторое время стал рясофорным иноком в Иоанно-Предтеченском скиту Оптиной пустыни и воспитанником при старце Варсонофии Оптинском.
До 1914 года, по благословению старца Варсонофия, вёл летопись Оптиной пустыни.
В связи с началом Первой мировой войны и объявлением мобилизации, из монастырского братства Оптиной пустыни было призвано в армию около 50 человек; 27 июля 1914 года Александр Аваев также отбыл на действительную службу. В составе 291-го пехотного Трубчевского полка участвовал в боях русской армии в Восточной Пруссии. В 1915 году вместе со своим батальоном он попал в плен и оказался в Германии.
Участие в войне монашеского духа в нём не угасило и он желал служить Богу и Церкви. Оказавшись в Берлине он нашёл возможность встретиться с митрополитом Евлогием (Георгиевским), который после беседы посоветовал ему принять священство, на что он с радостью согласился. В 1922 году в Берлине митрополит Евлогий (Георгиевский) рукоположил его в сан диакона, и позже в сан иерея для прохождения службы в церкви деревни Феодервальде в Восточной Пруссии.

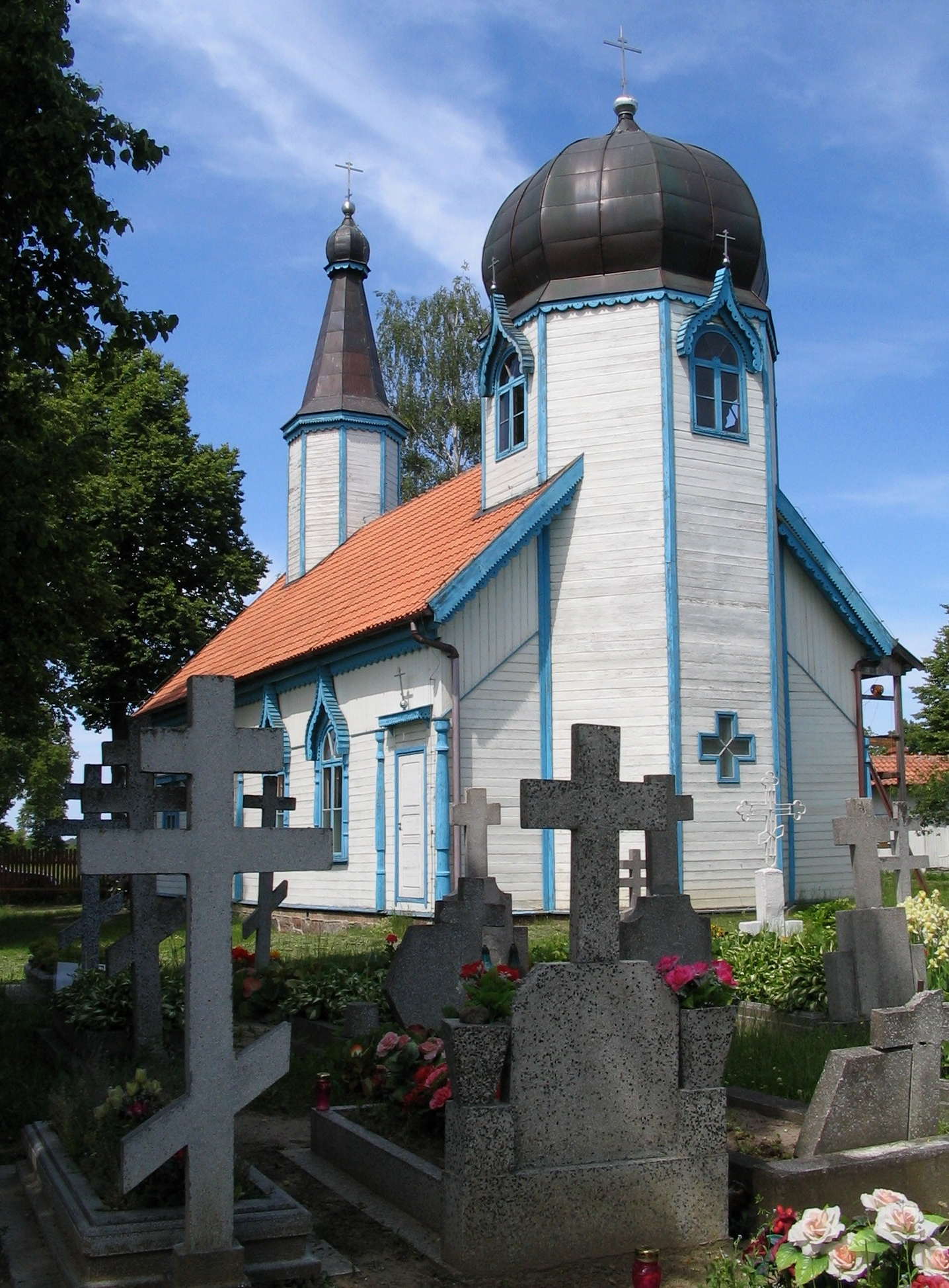
Храм Успения Пресвятой Богородицы в Войново (Польша).

В 1923 году он был назначен на приход в деревне Экертсдорф (сегодня — Войново) — окормлять русских единоверцев живущих в Германии.
В 1923 году священник Александр Аваев поселился в деревне Войново расположенном вблизи живописных Мазурских озёр в бывшей Восточной Пруссии (ныне территория Варминско-Мазурского воеводства Польши).
Один из крестьян пожертвовал землю, и о. Александр стал собирать деньги на постройку храма. Постепенно батюшка вместе с прихожанами выстроил прекрасный храм и под одной с ним крышей помещения для школы, для настоятеля, и для сторожа. Митрополит Евлогий посетил приход в поселке Войново и освятил храма в честь Покрова Пресвятой Богородицы.

Священник из него вышел прекрасный: скромный, беззаветно преданный своей пастве. Он стал служить по старообрядческому уставу, сошёлся с приходом, стал любимым батюшкой.
— Митрополит Евлогий (Георгиевский)
По благословению митрополита Евлогия о. Александр также обслуживал и маленькую общину в Кёнигсберге, выезжая туда раза два-три в год.
7 января 1931 года был возведён в сан протоиерея.
С 1941 по 1944 годы был настоятелем миссионерской общины в городе Мемель, а в 1945 году возглавлял общину в городе Данциг.
После завершения Второй мировой войны и перекроя границ в Европе Свято-Успенская церковь села Войново (Эккертсдорф) оказалась на польской территории; 14 июня 1946 года был принят в клир Польской православной церкви, вернулся в Войново и до самой своей кончины служил настоятелем единоверческого храма в посёлке. Вёл аскетическую и молитвенную жизнь, почитался верующими старцем в миру, и в 1930-е годы при своём храме создал женскую монашескую общину.
Скончался 25 ноября 1958 года и был похоронен рядом с храмом Покрова Пресвятой Богородицы в посёлке Войново. В Польше он почитается верующими как православный подвижник благочестия.
В 1995 году на основе храма Покрова Пресвятой Богородицы в посёлке Войново был воссоздан Войновский Успенский монастырь, в котором могила протоиерея Александра Аваева почитается как одна из святынь монастыря.